# Bitwa pod Messines (1917)
Bitwa pod Messines – atak brytyjskiej 2 Armii (dowodzonej przez gen. Herberta Plumera) na froncie zachodnim I wojny światowej, przeprowadzony w dniach 7–14 czerwca 1917 roku w pobliżu miejscowości Mesen (fr. Messines) we Flandrii Zachodniej w Belgii.
Brytyjskim celem taktycznym było zdobycie niemieckich umocnień na grzbiecie, który rozciągał się od lasu Ploegsteert (nazywanego przez Brytyjczyków Plugstreet) na południu, przez Messines i Wijtschate do góry Sorrel, pozbawiając niemiecką 4 Armię dostępu do wzgórz. Z grzbietu roztaczał się doskonały widok na brytyjską obronę i obszary za Ypres na północy, skąd Brytyjczycy planowali przeprowadzić operację Północną, natarcie na grzbiet Passchendaele, a następnie odbicie wybrzeża Belgii aż do granicy holenderskiej. 2 Armia składała się z pięciu korpusów, trzech przeznaczonych do ataku i dwóch na północnej flance, niebiorących udziału w operacji; XIV Korpus znajdował się w odwodzie Kwatery Głównej. Dywizje 4 Armii z Grupy Wytschaete (Gruppe Wijtschate, kwatera główna IX Korpusu Rezerwowego) utrzymywały grzbiet i zostały później wzmocnione przez dywizję z Grupy Ypres (Gruppe Ypern).
Brytyjczycy zaatakowali siłami II Korpusu Anzac (3 Dywizja Australijska, Dywizja Nowozelandzka i 25 Dywizja, z 4 Dywizją Australijską w rezerwie), IX Korpusu (36 Dywizja (Ulsterska), 16 Dywizja (Irlandzka) i 19 Dywizja (Zachodnia) oraz 11 Dywizja (Północna) w rezerwie) i X Korpusu (41., 47 Dywizja (1/2 Londyńska) i 23 Dywizja z 24 Dywizją w rezerwie). XIV Korpus pozostawał w rezerwie z Dywizją Gwardii, 1., 8. i 32 Dywizją. 30., 55 Dywizja (West Lancashire), 39. i 38 Dywizja (Walijska) w II Korpusie i VIII Korpusie strzegły północnej flanki i przeprowadziły ataki sondujące 8 czerwca. Niemiecka Grupa Wijtschate utrzymywała grzbiet wraz z 204., 35., 2. i 3 Dywizją Bawarską (zmieniającą 40 Dywizję w momencie rozpoczęcia brytyjskiego ataku) oraz 4 Dywizją Bawarską, z 7 Dywizją i 1 Rezerwową Dywizją Gwardii jako dywizjami Eingreif (przeznaczonymi kontrataku). 24 Dywizja Saksońska, zluzowana 5 czerwca, została wycofana z chwilą rozpoczęcia ataku, a 11 Dywizja, w rezerwie  Gruppe Ypern, przybyła 8 czerwca.
Bitwa rozpoczęła się od detonacji dziewiętnastu min pod niemieckimi pozycjami frontowymi, które zniszczyły je doszczętnie i pozostawiły duże leje w ziemi. Rozpoczął się pełzający ostrzał artyleryjski o głębokości 640 m, chroniący brytyjskie wojska podczas zabezpieczania grzbietu przy wsparciu czołgów, patroli kawalerii i lotnictwa. Skuteczność brytyjskich ataków minowych, ostrzałów artyleryjskich i bombardowań została zwiększona dzięki postępom w naprowadzaniu ognia artyleryjskiego, namierzaniu celów i scentralizowanej kontroli artylerii z dowództwa 2 Armii. Brytyjskie ataki od 8 do 14 czerwca przesunęły linię frontu poza dawną niemiecką pozycję Sehnenstellung (linię Oosttaverne dla Brytyjczyków).
Atak pod Messines był preludium do znacznie większej III bitwy pod Ypres, która rozpoczęła się 11 lipca 1917 roku.

Kanadyjska haubica podczas ostrzału artyleryjskiego pod Messines
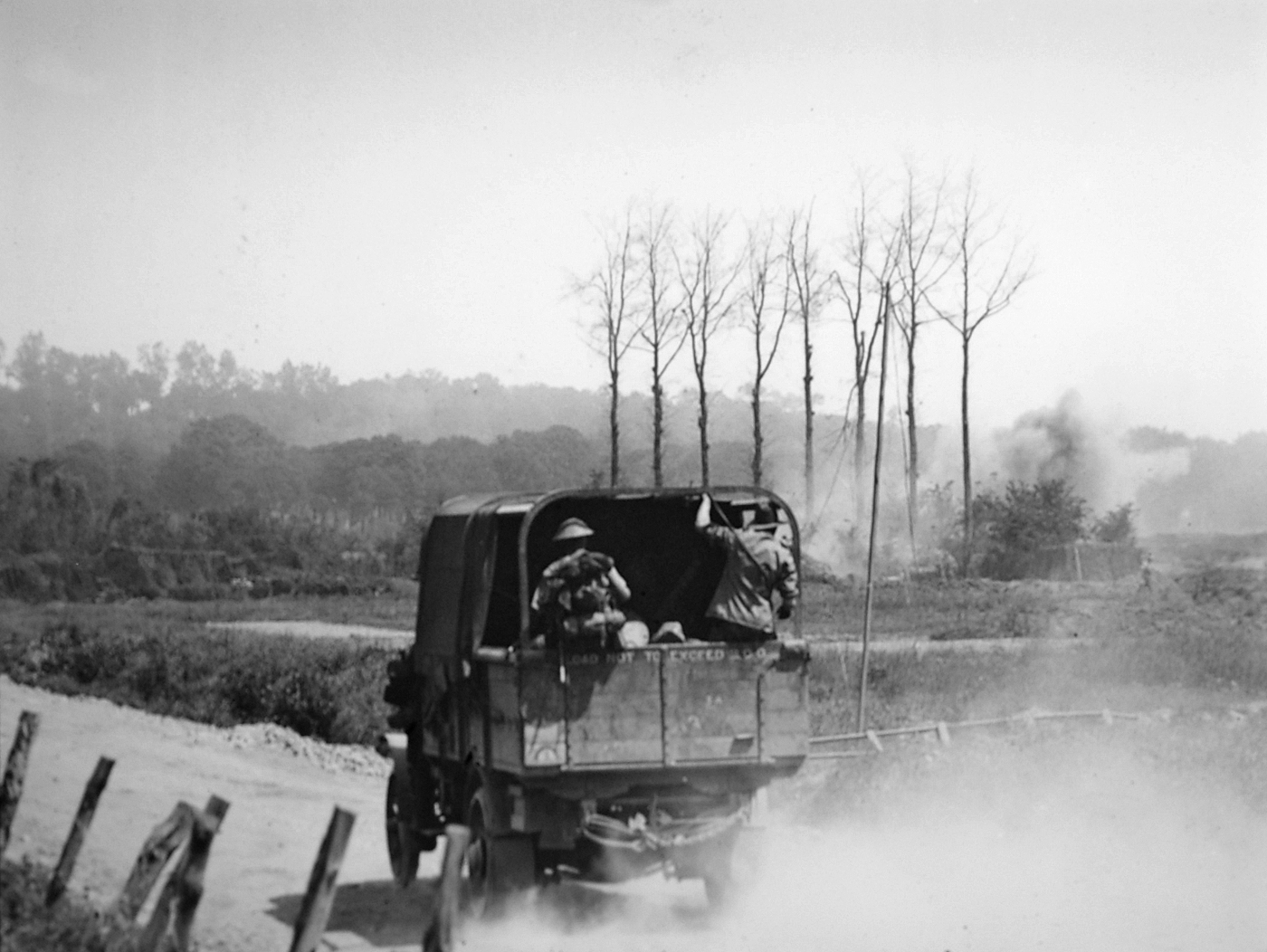
Australijska ciężarówka wojskowa jadąca w kierunku Wzgórza 63 podczas ataku baterii ANZAC pod Messines
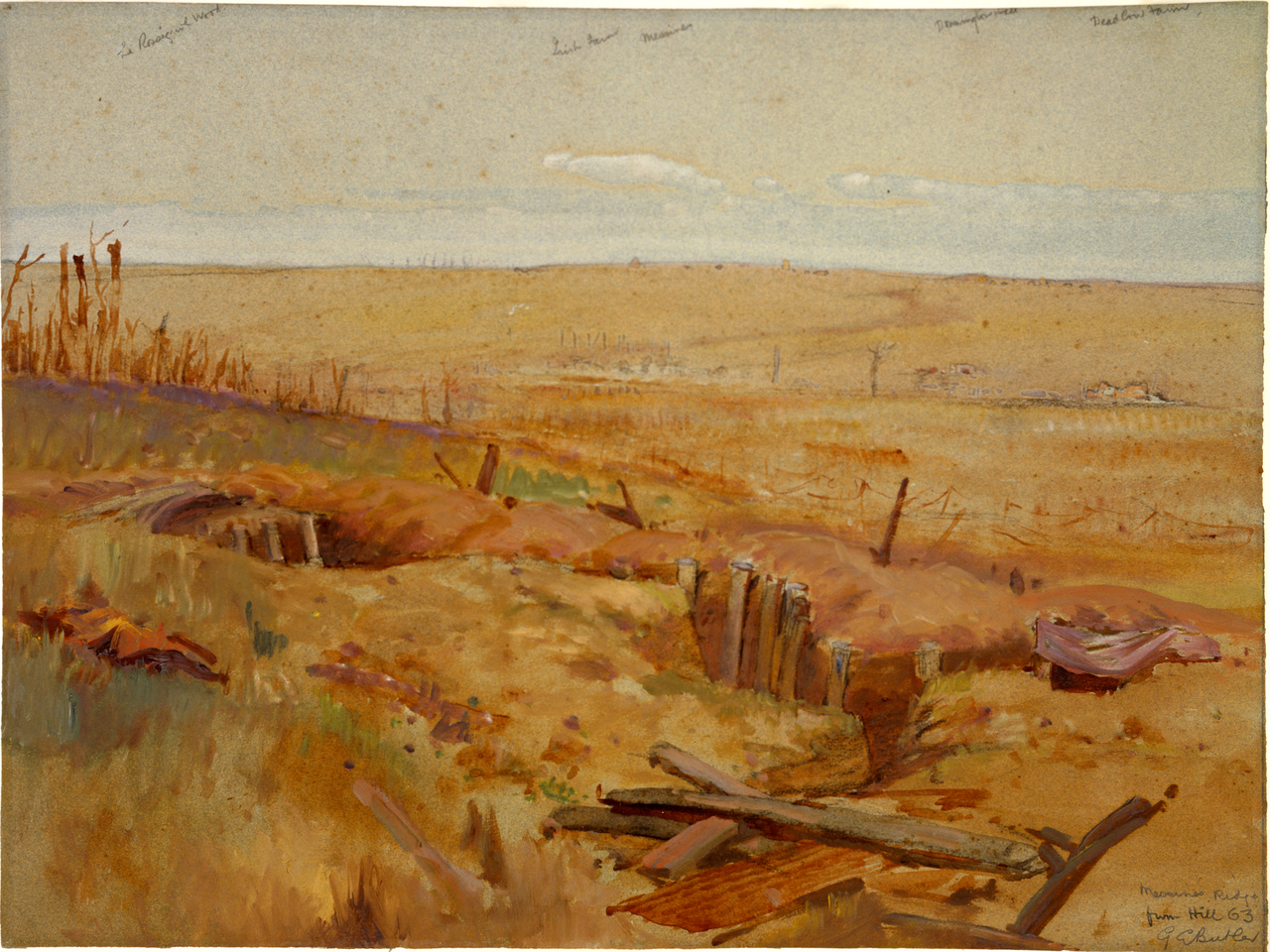
Grzbiet Messines ze Wzgórza 63, obraz George’a Edmunda Butlera